# متر مکعب بر ثانیه
مترمکعب بر ثانیه (به انگلیسی: Cubic metre per second) یکی از مقیاس‌های مشتق در دستگاه بین‌المللی یکاها که در آن، سرعت جریان برابر است با یک متر مکعب در طول به ازای هر ثانیه که برای اندازه‌گیری دبی جریان آب، مخصوصاً رودخانه و رود فصلی مورد استفاده قرار می‌گیرد.